# Piazza della Frutta
(Angelo Portenari, Della Felicità di Padova, 1623)

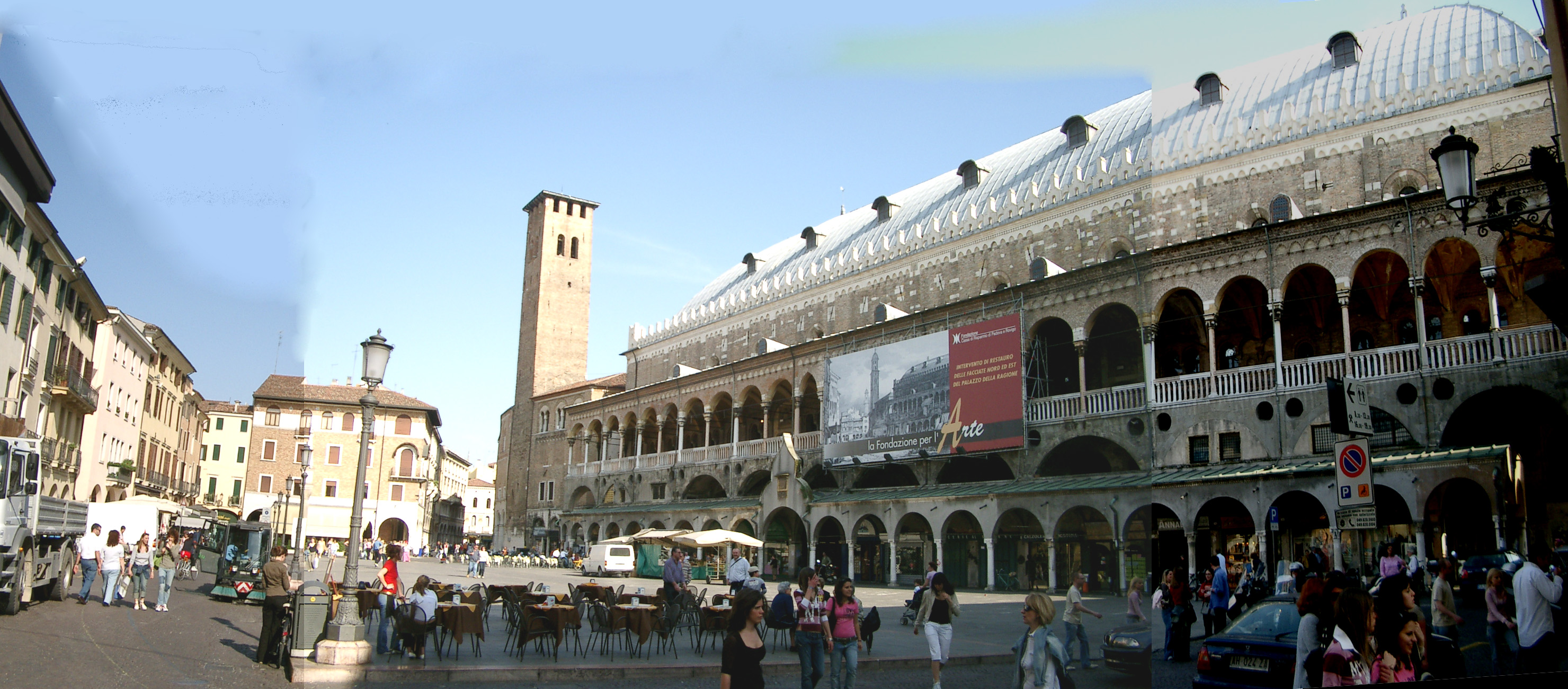
Piazza della Frutta

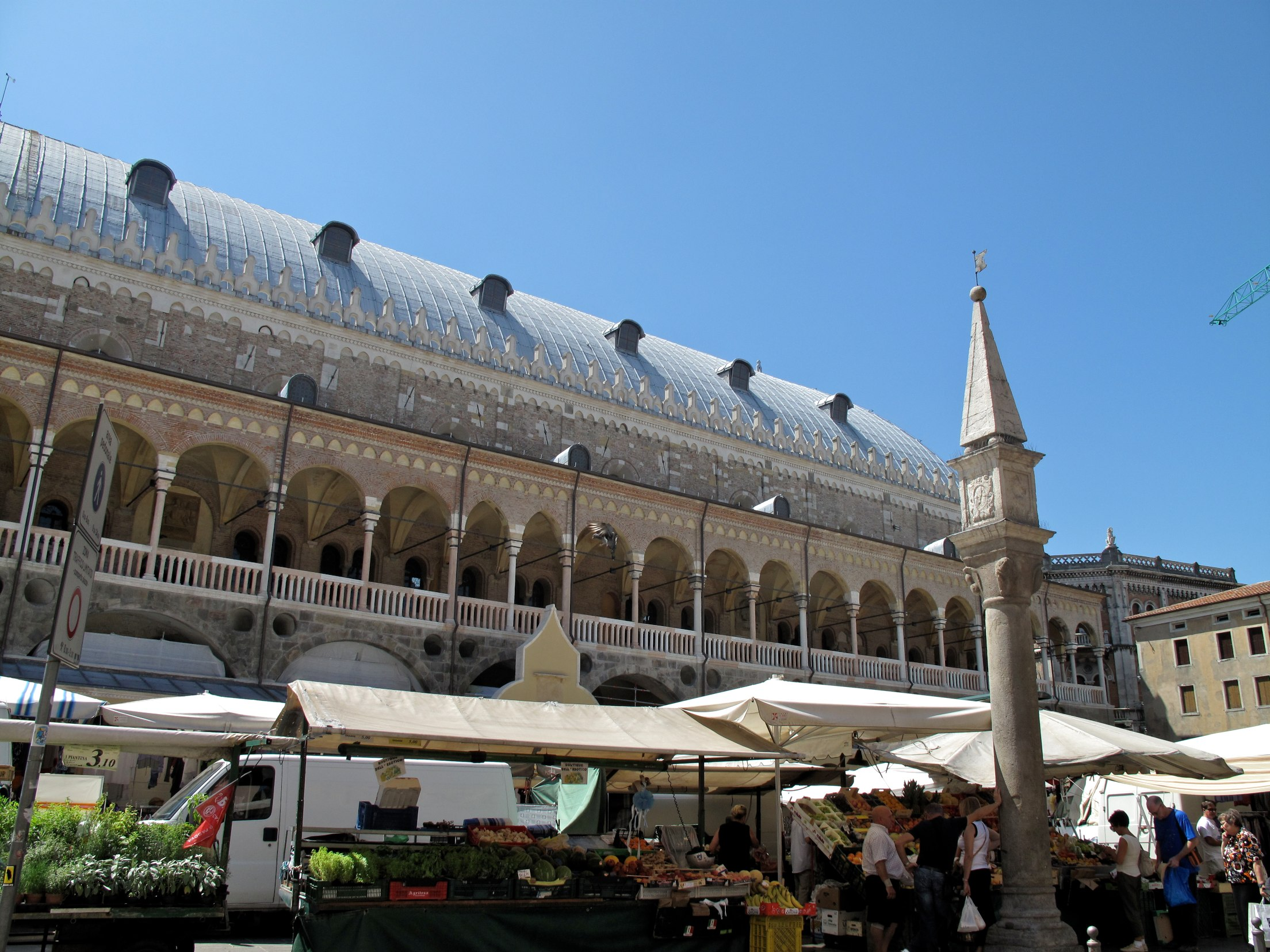
La piazza durante il mercato con la colonna del Peronio

Piazza della Frutta chiamata un tempo anche Piazza del Peronio è una delle numerose piazze che caratterizzano il centro storico di Padova. Fu per secoli, con Piazza delle Erbe, il centro commerciale della città. Nelle due piazze si svolge uno dei più grandi mercati d'Italia. La piazza è dominata dalla mole del Palazzo della Ragione, parte del grande Palazzo Comunale e dalla Torre degli Anziani. Caratterizza la piazza la Colonna del Peronio. La piazza può essere chiamata anche Piazza delle Frutta, secondo un antico uso che prevede il plurale femminile in -a della parola 'il frutto'. L’insegna storica applicata nella piazza indica il nome proprio in Piazza delle Frutta.

## Storia
L'area era vivace in età preromana come testimoniano i numerosi ritrovamenti archeologici. Secondo alcuni era sede di commerci già in età imperiale, ma deve l'attuale conformazione ai secoli X e XI. Lo spazio venne occupato da numerose botteghe e banchi che vendevano ogni genere di merce, soprattutto verdura e pollame. Fu con la costruzione del Palazzo della Ragione agli inizi del Duecento che si tentò di disporre i vari punti di vendita: sotto il salone si installarono i venditori di tessuti, di pellicce, mentre ai piedi delle scaloni del palazzo che riguardavano la piazza si installarono i tendoni dei venditori di pollame e selvaggina (la Scala dei Osei, a levante) e di frutta e verdura (la Scala dee Erbe, a ponente) mentre nello spazio si installarono i banchi semovibili dei venditori di calzature e di cuoio. Sotto la Torre degli Anziani v'erano i venditori di sale mentre nel angolo poi chiamato Canton dee Busie dove i commercianti tenevano scambi non onesti si scolpirono le unità di misura padovane, che potessero servire per sfatare compravendite ingannevoli. Giovanni da Nono nella sua Visio Egidii testimoniò con gran precisione l'ampliamento del Palazzo della Ragione nel 1309 e la disposizione delle botteghe i quel tempo. Nel Seicento e nel Settecento si sistemarono le case medievali a settentrione, con la rettifica dei porticati. Nella prima metà dell'Ottocento furono definitivamente eliminate le balconate sostenute da colonne di legno dalle case di ponente e settentrione mentre all'inizio del Novecento fu sistemata la cortina di case a levante con l'allargamento della contrà del sale, poi via Oberdan. La palazzina neoclassica in all'angolo nord-ovest è architettura di Antonio Noale.

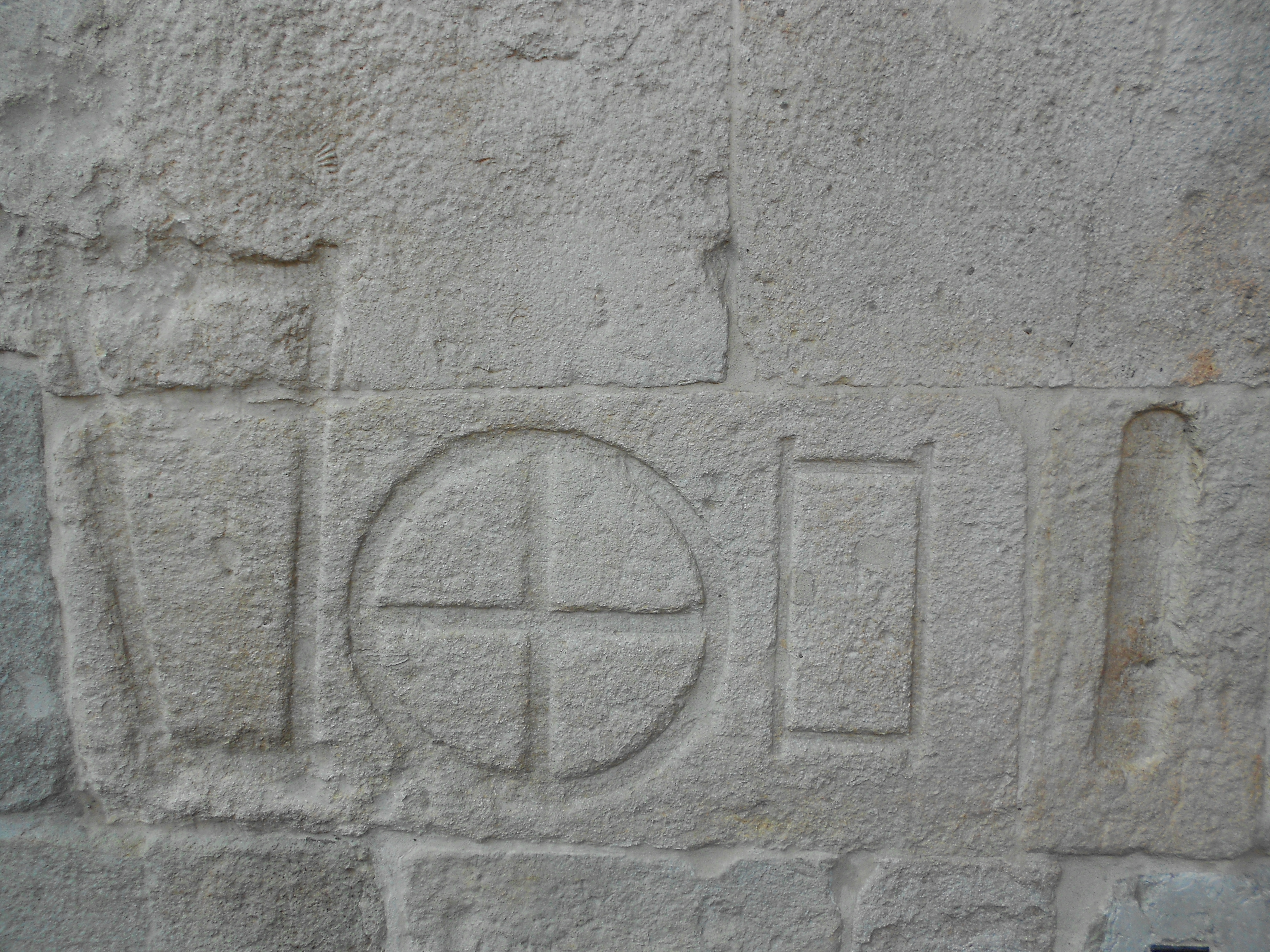
Le unità di misura padovane al Canton dee Busie

Nella piazza, il giorno del "zoba masa", cioè il primo giovedì di maggio, la Fraglia degli "strazzaroli", rigattieri e commercianti di roba usata, dava spettacolo con l'albero della cuccagna. Il premio consisteva in una borsa e dei guanti, per questo era chiamata "Festa della Borsa". Una borsa marmorea è scolpita a ricordo, sul palazzo in via Marsilio da Padova, angolo via Gorizia.
Sulla piazza si affacciano alcune delle più antiche botteghe di Padova: sotto la loggia del Palazzo del Consiglio sta l'antica spezieria "Ai due catini d'oro" già esistente nel XVIII secolo. Poco distante, la pasticceria "Graziati" fondata nel 1919: occupa parte di un occhio di portico con ambienti del XII secolo.
Fu qui nel 1984 che il segretario del PCI Enrico Berlinguer, durante un comizio, venne colpito da un ictus che lo portò alla morte quattro giorni dopo.

## Colonna del Peronio

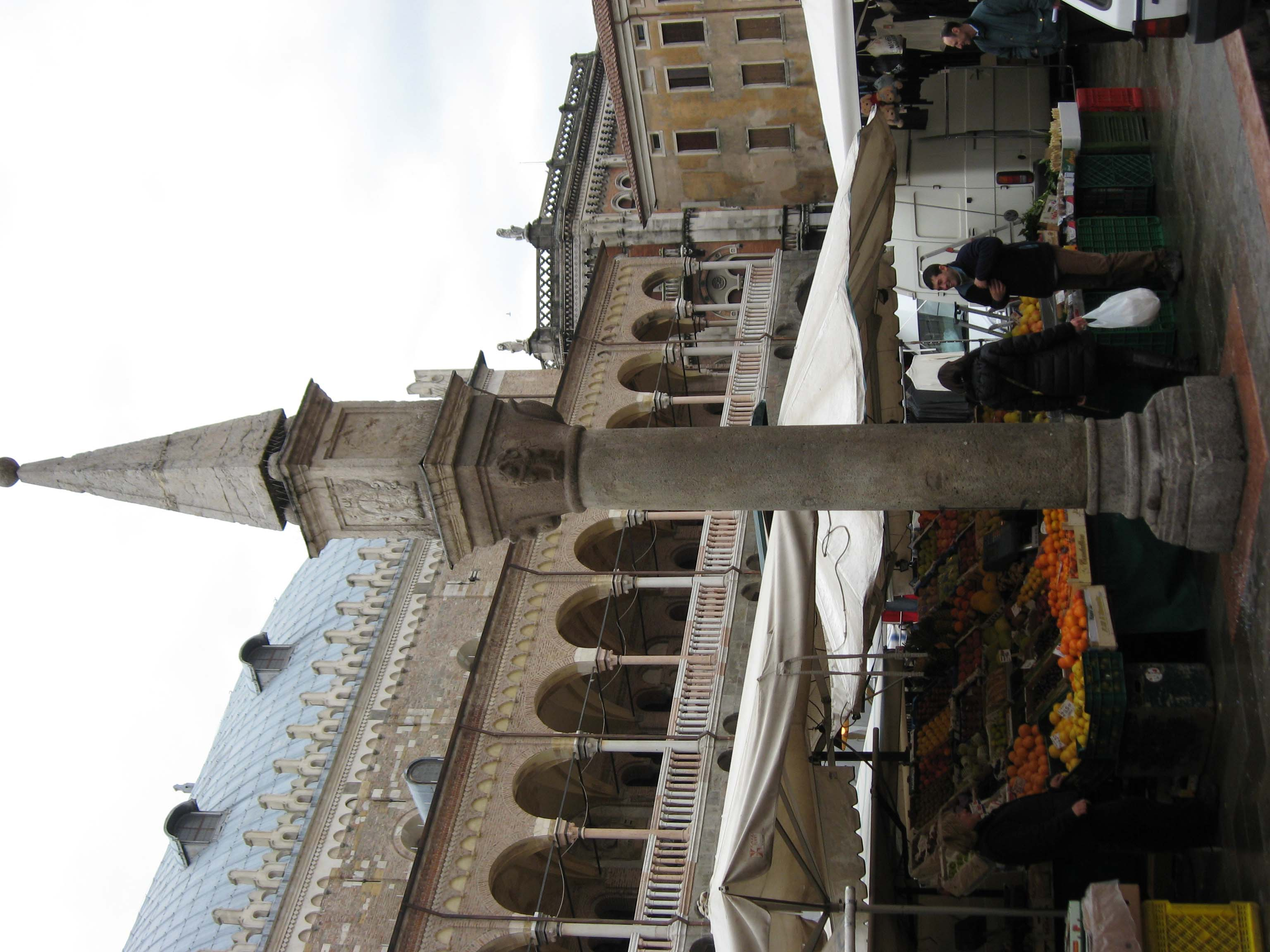
La colonna del Peronio

Il Peronio è una colonna medievale posta nel centro di piazza delle Frutta. Era forse utilizzata come sostegno di un tendone per usi commerciali o come segnacolo per la disposizione dei banchi che venivano montati in piazza al mattino. Il suo nome deriva forse dal latino perones, le calzature in cuoio che venivano vendute nei pressi o, come nel caso di Vicenza, da Perones come "insieme di aree di proprietà pubblica". È sormontata da un capitello ai cui angoli sono raffigurati una zucca, una palma, una mela cotogna, un albero di pere, è poi coronata da un piccolo obelisco in pietra d'Istria con un'antica banderuola, sul quale è raffigurato, in bassorilievo, lo stemma della città e San Prosdocimo. Dopo essere stata posta in Prato della Valle per quasi un secolo (nell'angolo di via Briosco), a metà degli anni novanta è stata ripristinata nella sua posizione originale.